# Пасив (бухгалтерія)
Паси́в – частина бухгалтерського балансу, що відображає вимоги до підприємства з боку інвесторів (власників) та кредиторів.
У пасиві відображають джерела засобів (коштів), вкладених в активи, тобто, джерела утворення ресурсів підприємства.

## Класифікація
Пасив містить інформацією про два типи вимог до підприємства:
- вимоги кредиторів, які є зобов'язаннями
- залишкові вимоги інвесторів, які є власним капіталом.